# 231040 Kakaras
231040 Kakaras este o planetă minoră (asteroid), cu un diametru de 6,046 km, din centura de asteroizi. A fost descoperită pe 10 martie 2005 la Molėtų astronomijos observatorija⁠(d) de Kazimieras Černis⁠(d). 
Obiectul prezintă o orbită caracterizată de o semiaxă mare de 3,143317308134 UAi, o excentricitate de 0,036329585898506, o înclinație de 15,984768384216 ° în raport cu ecliptica.